# Котик, Наум Генрихович
Наум Генрихович Котик (1876, Российская империя — 1920) — русский учёный-биолог, нейрофизиолог и психолог. Был известен как автор книг по «телепатии».

## Биография
Родился в 1876 году[где?][уточнить].
Доктор, нейро-физиолог.
В 1906 году защитил диссертацию на медицинскую степень в Московском университете по теме «Эманация психофизической энергии».
В начале XX века был широко известен как автор книг:
- Котик Н. Г. Чтение мыслей и N-лучи. 1904.
- Котик Н. Г. Эманация психофизической энергии. М.: В. М. Саблин, 1907. 78 с.
- Котик Н. Г. Непосредственная передача мыслей: Экспериментальные исследования (Экспериментальное исследование явлений медиумизма, ясновидения и мысленного внушения в связи с вопросов о реактивности мозга) / Д-р Н. Г. Котик. М.: Современные проблемы, 1908. 169 с.

Проводил эксперименты по передаче мысли на расстоянии в Одессе.
Его теории по «чтению мыслей», «психическим волнам», «телепатии» и «N-лучам» оказали влияние на Максима Горького и ряд русских учёных.
Редактор переводов книг:
- Жане П. Психический автоматизм: Экспериментальные исследования низших форм психической деятельности человека / Пьер Жанэ, проф. психологии в Collège de France; Пер. с фр. Ал. Вальцгефер. М.: Начало, 1913. [2], 456 с. (Вопросы психологии бессознательного / Под ред. д-ра Н. Котика; Вып. 1).
- Краль К. Мыслящие животные: Пер. с нем. / Карл Кралль; С предисл. ред. и прил. ст. проф. Ed. Claparède’а. М.: Начало, 1913. — XXVIII, 235 с. (Вопросы психологии бессознательного / Под ред. д-ра Н. Котика; Вып. 5).
- Кронфельд А. Психологическая механика : Критическая оценка учения Freud’а : Пер. с нем. / А. Кронфельд, ассист. Психиатр. клиники в Гейдельберге. М.: Начало, 1913. [2], 119, [2] с. (Вопросы психологии бессознательного / Под ред. д-ра Н. Котика; Вып. 6).

Скончался в 1920 году[где?][уточнить].

## Переиздания
- Котик Н. Г. Непосредственная передача мыслей: Экспериментальные исследования. 2-е изд., испр. и доп. М.: Современные проблемы, 1912. 167 с.
- Котик Н. Г. Практическая телепатия. Непосредственная передача мыслей : экспериментальное исследование феномена. М.: Атмосфера, 2021. 204 с.